# Seirei no moribito
Seirei no Moribito (精霊の守り人) est un light novel japonais de Nahoko Uehashi publié en 1996 par Shinchosha. C'est le premier volume de Moribito Series (守り人シリーズ). Une adaptation en manga par Kamui Fujiwara a été publiée entre 2007 et 2008 dans le magazine Monthly Shōnen Gangan de l'éditeur Square Enix. Un anime de 26 épisodes produit par le studio Production I.G a été diffusé entre avril et septembre 2007. Un feuilleton en 4 épisodes de la NHK a été diffusé entre le 19 mars et le 9 avril 2016.

## Synopsis
Tous les cent ans, un esprit marin sacré pond un œuf avant de mourir, œuf qui est placé au sein d'un être vivant. Cette fois, le destin a choisi Chagumu, second prince du Royaume Impérial Yogo, pour être le réceptacle de cet œuf et devenir ainsi Gardien de l'Esprit Sacré.
Mais au sein de la Cour Impériale, on pense que le prince est possédé par le démon autrefois vaincu par le fondateur de l'Empire. L'empereur se voit contraint, pour sauver l'Empire, de faire assassiner son fils. Mais Chagumu est sauvé par une guerrière au passé mystérieux du nom de Barusa, qui accepte de prendre à sa charge la protection du jeune prince à la demande de l'Impératrice, et de l'emmener vivre avec elle.
Les deux fuyards, tentant d'échapper à la Cour Impériale, quittent alors le palais et entament ensemble une course pour leur survie...

## Personnages

### Personnages principaux
Balsa (バルサ, Barusa)Doublé par : Mabuki Andou (VO)
- Âge : 30 ans

Guerrière garde du corps armée d'une lance, elle tente de racheter sa faute pour la mort de 8 personnes tuées pour sa survie, en sauvant 8 personnes à son tour.
Chagum (チャガム, Chagumu)Doublé par : Naoto Adachi (VO)
- Âge : 11 ans

Second prince impérial du Nouveau Royaume Yogo. Il a été confié à Balsa par sa mère afin de le protéger de son père qui tente de le tuer.
Tanda (タンダ)Doublé par : Kouji Tsujitani (VO)
- Âge : Environ 30 ans

Ami d'enfance de Balsa, guérisseur. Il est aussi le disciple de Torogai.
Torogai (トロガイ)Doublé par : Ako Mayama (VO)
- Âge : Inconnu, âgée au vu de ses traits

Elle est chamane et va aider l'œuf contenu dans Chagum à éclore.
Shuga (ツユガ)Doublé par : Hirofumi Nojima (VO)
- Âge : Environ 30 ans.

Maître astronome et tuteur du Second Prince Chagum. Il perd ce statut lors de la fuite du prince. Depuis, il se documente sur l'entité qui possède le Second Prince.

### Personnages secondaires
Gakai (ガカイ)Doublé par : Hiroshi Naka (VO)
- Âge : Plus de 40 ans.

Maître astronome et tuteur du Premier Prince Sagum.
Jiguro (ジグロ)Doublé par : Rintarou Nishi (VO)
- Âge : Plus de 30 ans, mort.

Ancien lancier du royaume Kanbal, il éleva et entraîna Balsa.
Jin (ジン)Doublé par : Masaya Matsukaze (VO)
- Âge : Environ 30 ans.

Membre des chasseurs à la poursuite de Chagum. Il respecte énormément Chagum depuis qu'il a bénéficié de la bonté de ce dernier par le passé.
Mon (モン)Doublé par : Naomi Kusumi (VO)
- Âge : Inconnu, plus de 35 ans ?

C'est le chef des 8 chasseurs envoyés par l'empereur afin de ramener Chagum à la cour impériale.
Sagum (サガム, Sagumu)Doublé par : Ryouya Kobayashi (VO)
- Âge : Environ 18 ans.

Grand frère de Chagum et Premier Prince du Royaume Impérial Yogo. Il est très inquiet au sujet des tentatives d'assassinat contre le Second Prince.
Touya (トーヤ, Tohya)Doublé par : Mayumi Asano (VO)
- Âge : Inconnu, probablement environ 15 ans.

Ami de Balsa, il ferait tout pour aider celle-ci. On dit qu'il est le coursier le plus rapide de la ville.

## Light novel
Seirei no Moribito (gardien de l'esprit sacré) est le premier roman d'une saga de Nahoko Uehashi comprenant ensuite : Yami no Moribito (gardien des ténèbres), Yume no Moribito (gardien des rêves) et Kami no Moribito (gardien des dieux).

## Anime

### Fiche technique
- Titre japonais : 精霊の守り人 / Seirei no moribito
- Titre français : Le gardien de l'esprit sacré
- Genre : Aventure, Fantastique
- Réalisation : Kenji Kamiyama
- Auteur original : Nahoko Uehashi
- Character design : Gatou Asou
- Musique : Kenji Kawai
- Animation : Production I.G
- Nombre d'épisodes : 26
- Durée : 25 minutes
- Première diffusion au Japon : 7 avril 2007

### Liste des épisodes
| No | Titre français                  | Titre japonais      | Titre japonais             | Date de 1re diffusion |
| No | Titre français                  | Kanji               | Rōmaji                     | Date de 1re diffusion |
| -- | ------------------------------- | ------------------- | -------------------------- | --------------------- |
| 01 | Barusa, la femme garde du corps | バルサ女用心棒      | Barusa Onna Yōjinbō        | 7 avril 2007          |
| 02 | Le chasseur et la proie         | 逃げるもの 追うもの | Nigerumono Oumono          | 14 avril 2007         |
| 03 | Combat à mort                   | 死闘                | Shitō                      | 21 avril 2007         |
| 04 | Les écrits de Torogai           | トロガイの文        | Torogai no Fumi            | 28 avril 2007         |
| 05 | L'étape secrète : La main Bleue | 秘策、青い手        | Hisaku, Aoi Te             | 5 mai 2007            |
| 06 | Mort sur l'Aogiri               | 青霧に死す          | Aogiri ni Shisu            | 12 mai 2007           |
| 07 | La décision de Chagum           | チャグムの決意      | Chagumu no Ketsui          | 19 mai 2007           |
| 08 | Forgeur d'épées                 | 刀鍛冶              | Katana Kaji                | 26 mai 2007           |
| 09 | La Soif de Shuga                | 渇きのシュガ        | Kawaki no Shuga            | 2 juin 2007           |
| 10 | La Terre et le Héros            | 土と英雄            | Tsuchi to Eiyū             | 9 juin 2007           |
| 11 | Du vin fleuri pour Tanda        | 花酒をタンダに      | Hanazake o Tanda ni        | 16 juin 2007          |
| 12 | Le Festival du Solstice         | 夏至祭              | Geshimatsuri               | 23 juin 2007          |
| 13 | Ni Homme ni Tigre               | 人でなく虎でなく    | Hito de naku, Tora de naku | 30 juin 2007          |
| 14 | Le nœud                         | 結び目              | Musubime                   | 7 juillet 2007        |
| 15 | Mort précoce                    | 夭折                | Yōsetsu                    | 14 juillet 2007       |
| 16 | En toute sincérité              | ただひたすらに      | Tada Hitasura ni           | 21 juillet 2007       |
| 17 | L'incendie du moulin            | 水車燃ゆ            | Suisha Moyu                | 28 juillet 2007       |
| 18 | Le village d'antan              | いにしえの村        | Inishie no Mura            | 4 août 2007           |
| 19 | Fuite de Chagum                 | チャグム逃亡        | Chagumu Tōbō               | 11 août 2007          |
| 20 | Vers la grotte des chasseurs    | 狩り穴              | Kariana                    | 18 août 2007          |
| 21 | Jiguro Musa                     | ジグロ·ムサ         | Jiguro Musa                | 25 août 2007          |
| 22 | Le temps de l'éveil             | 目覚めの季          | Mezame no Toki             | 1er septembre 2007    |
| 23 | À la poursuite du Sig Salua     | シグ·サルアを追って | Shigu Sarua o Otte         | 8 septembre 2007      |
| 24 | Le dernier espoir               | 最後の希望          | Saigo no Kibō              | 15 septembre 2007     |
| 25 | Cérémonie                       | 宴                  | Utage                      | 22 septembre 2007     |
| 26 | Départ                          | 旅立ち              | Tabidachi                  | 29 septembre 2007     |

### Musique
La musique de l’anime a été créée par le compositeur Kenji Kawai. Deux Original soundtrack sont sorties, rappelant le style japonais traditionnel avec une instrumentation composée de cordes, de percussions, et de flûtes andines et quenas.
- Générique de début :
  - Shine par L'Arc-en-Ciel
- Générique de fin :
  - Itoshii Hito he (愛しい人へ?) par Sachi Tainaka